# بن لیر
بن لیر (انگلیسی: Ben Lear; ۱۲ مهٔ ۱۸۷۹ – ۲ نوامبر ۱۹۶۶) فرد نظامی اهل کانادا بود.
وی همچنین برندهٔ جوایزی همچون ستاره نقره‌ای شده‌است.